# Fábrica de Rádios RET

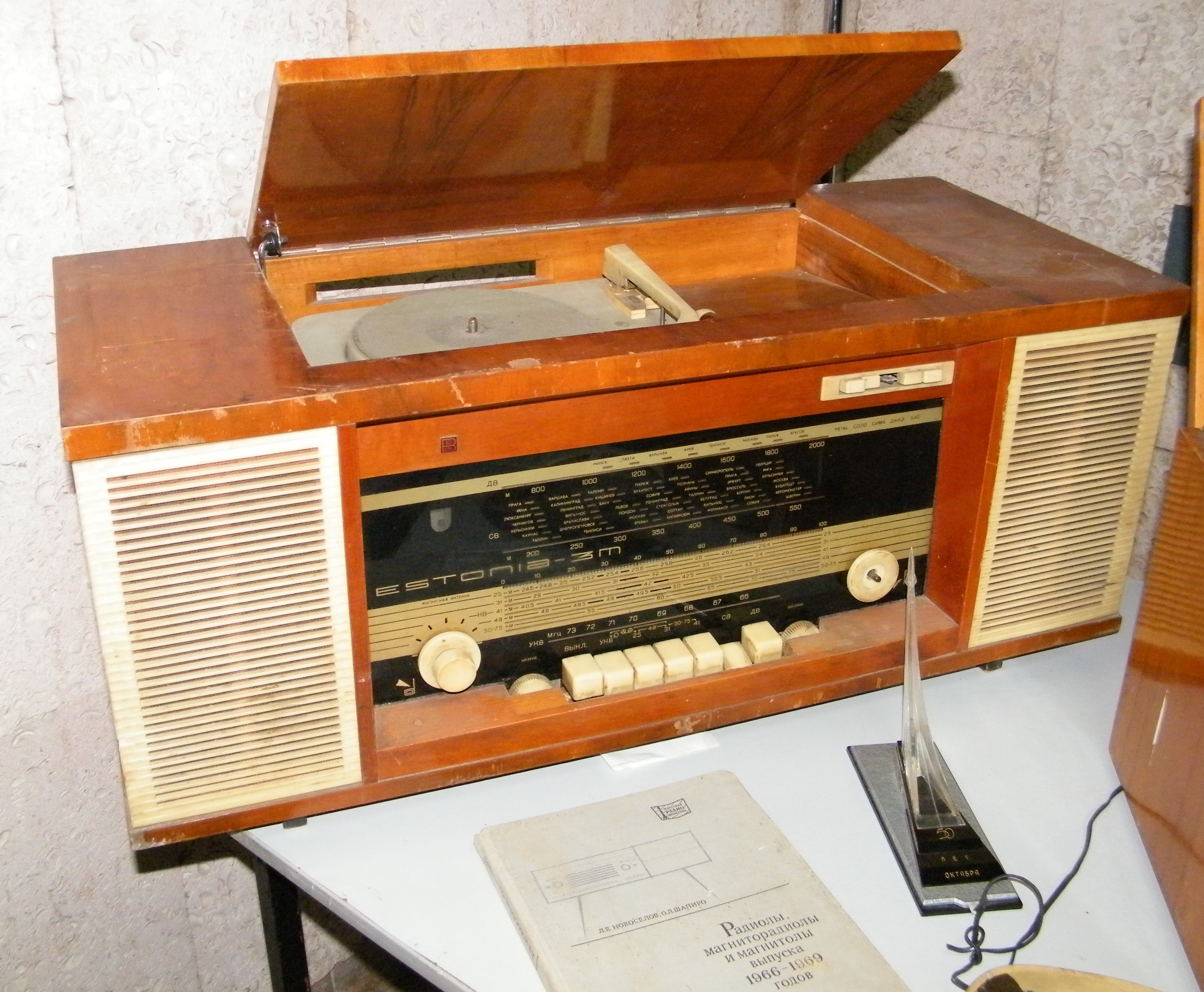
O dispositivo de rádio "Estónia 3M" foi produzido na RET

A Fábrica de Rádios RET (em estoniano:  Raadio-Elektrotehnika Tehas, abreviado RET) foi uma fábrica de dispositivos electrónicos em Tallinn, na Estónia.
A RET foi fundada em 1935 e, em 1940, a fábrica recebeu o nome de "Punane RET" ('Vermelho RET').
Durante a Estónia soviética a fábrica produziu produtos militares e dispositivos de rádio de alta categoria(em estoniano:  stereoradioola) denominados "Estónia".
Em 1993, a fábrica foi encerrada.